# Joseph Stella
Joseph Stella (originalment Giuseppe Michele Stella, Muro Lucano, 13 de maig de 1879 — Nova York, 5 de novembre de 1946) va ser un pintor italià, naturalitzat estatunidenc.
Va viure a Itàlia i França, on va entrar en contacte amb els cercles futuristes i expressionistes, particularment Der Blaue Reiter. Als Estats Units formà part del moviment dadaista i en l'última etapa de la seva vida s'orientà cap al cubisme. De les seves obres destaquen Combat per la llum (1913), El pont de Brooklyn (1918) o Interpretació de Nova York (1920-22).

## Biografia
Nascut en una família de classe mitjana italiana a Muro Lucano (Basilicata), no gaire lluny de Nàpols, el 1896 (quan tenia 18 anys), va anar a viure a Nova York per estudiar medicina, carrera que ràpidament va abandonar per dedicar-se a la pintura. Va pertànyer a l'Art Students League of New York i va ser deixeble de William Merritt Chase. Durant aquesta etapa el seu estil fou realista i se centrà en la vida dels immigrants. Amb una gran tendència a l'esbós, sovint dibuixava escenes quotidianes dels carrers a Nova York i a Pittsburgh (Pennsilvània).
El 1909 va tornar a Itàlia on va entrar en contacte amb cercles artístics d'avantguarda europeus. A París va assistir a les reunions de Gertrude Stein i va conèixer diversos artistes com Umberto Boccioni o Gino Severini, que el van impulsar a adoptar principis futuristes.
El 1913 va tornar a Nova York, on es va relacionar amb Alfred Stieglitz, Walter Conrad Arensberg o Albert Gleizes. Allí es va convertir en una figura rellevant i controvertida, i va rebre atacs de la crítica més conservadora. Durant els anys 30 va fer diversos viatges per Europa, el Nord d'Àfrica i les Índies Occidentals, indrets que el van inspirar a experimentar amb diversos estils des de l'abstracció al surrealisme. Malgrat tot, en aquesta època el seu art va perdre popularitat i la seva personalitat va alienar molts dels seus antics amics. La seva última gran exposició va ser una retrospectiva a Newark (Nova Jersey).
Va morir el 1946 als 69 anys d'un atac de cor.

## Obres principals

Battle of Lights (1913-14) de Joseph Stella, conservat a la Yale University Art Gallery

- Battle of Lights, Coney Island (1913): Yale University Art Gallery
- Der Rosenkavalier (El cavaller de la rosa, 1914): Whitney Museum of American Art
- Pyrotechnic Fires (1919): Museum of Fine Arts Houston
- Brooklyn Bridge (1919–20): Yale University Art Gallery
- New York Interpreted (The Voice of the City) (1920-1922): Newark Museum
- Factories (1920): Museum of Modern Art
- By-Product Plants (1923-1926): Chicago Art Institute
- The Amazon (1925-1926): Baltimore Museum of Art
- The Virgin (1926): Brooklyn Museum
- Tree, Cactus, Moon (1927-1928): Reynolda House Museum, North Carolina
- American Landscape (1929): Walker Art Center
- Lotus (1929): Hirshhorn Museum
- Flowers, Italy (1930): Phoenix Art Museum
- Smoke Stacks (1935): Indiana State University Art Collection
- Old Brooklyn Bridge (1941): Museum of Fine Arts, Boston